# Droga krajowa B209 (Niemcy)
Droga krajowa 209 (niem. Bundesstraße 209, B 209) – niemiecka droga krajowa przebiegająca  z zachodu na północny wschód od skrzyżowania z drogą B215 na przedmieściach Nienburga w Dolnej Saksonii do skrzyżowania z drogą B207 i B404 w Schwarzenbek w Szlezwiku-Holsztynie.